# NGC 4567
NGC 4567 est une galaxie spirale située dans la constellation de la Vierge. Sa vitesse par rapport au fond diffus cosmologique est de 2 575 ± 23 km/s, ce qui correspond à une distance de Hubble de 38,0 ± 2,7 Mpc (∼124 millions d'al).
NGC 4567 a été utilisée par Gérard de Vaucouleurs comme une galaxie de type morphologique SA(rs)bc dans son atlas des galaxies,.
La classe de luminosité de NGC 4567 est II-III et elle présente une large raie HI. Elle renferme également des régions d'hydrogène ionisé. Les trois supernovas observées dans la paire de galaxie se sont produites dans NGC 4568.
Avec NGC 4568, elle forme une paire de galaxies en interaction gravitationnelle que certains ont surnommé les galaxies du Papillon ou encore les Jumelles siamoises. Cette paire de galaxies a été découverte par l'astronome germano-britannique William Herschel en 1784.
NGC 4567 et NGC 4568 faisaient partie des galaxies étudiées lors du relevé de l'hydrogène neutre de l'amas de la Vierge par le Very Large Array. Les résultats de cette étude sont sur cette page du site du VLA.
NGC 4567 présente un disque tronqué, et en raison de son mouvement dans le milieu intergalactique dans l'amas de la Vierge, elle subit une pression dynamique qui la dépouille de ses gaz, mais elle présente un taux de formation d'étoiles normal.

## Distance de NGC 4567
À ce jour, six mesures non basées sur le décalage vers le rouge (redshift) donnent une distance de 23,700 ± 5,793 Mpc (∼77,3 millions d'al), ce qui est nettement à l'extérieur des valeurs de la distance de Hubble.
Comme pour les autres galaxies du groupe de M88 décrit par A.M. Garcia, les mesures non basées sur le décalage donnent une distance inférieure à la distance de Hubble. D'ailleurs, cette galaxie, comme plusieurs de l'amas de la Vierge, est relativement rapprochée du Groupe local et on obtient souvent une distance très différente en se basant sur le décalage. D'ailleurs, NGC 4567 comme plusieurs galaxies de l'amas de la Vierge, est relativement rapprochée du Groupe local et on obtient souvent une distance de Hubble très différente en raison de leur mouvement propre dans le groupe où dans l'amas où elles sont situées. La distance de 23.7 Mpc est sans doute plus près de la réalité. Selon ces deux mesures, NGC 4567 se dirige vers le centre de l'amas en direction opposée à la Voie lactée. Notons que c'est avec la valeur moyenne des mesures indépendantes, lorsqu'elles existent, que la base de données NASA/IPAC calcule le diamètre d'une galaxie.

## Fusion et collision
L'image du relevé SDSS ainsi que celle du télescope spatial Hubble montrent clairement que ces deux galaxies se superposent, mais puisque NGC 4568 est à une distance de 31,5 ± 2,2 Mpc (∼103 millions d'al) comparé à 31,4 ± 2,2 Mpc (∼102 millions d'al) pour NGC 4567 avec une incertitude de 7 millions d'années-lumière sur ces valeurs, la distance entre elles pourrait être de quelques millions d’années-lumière et donc il se pourrait que ce soit un alignement purement optique.

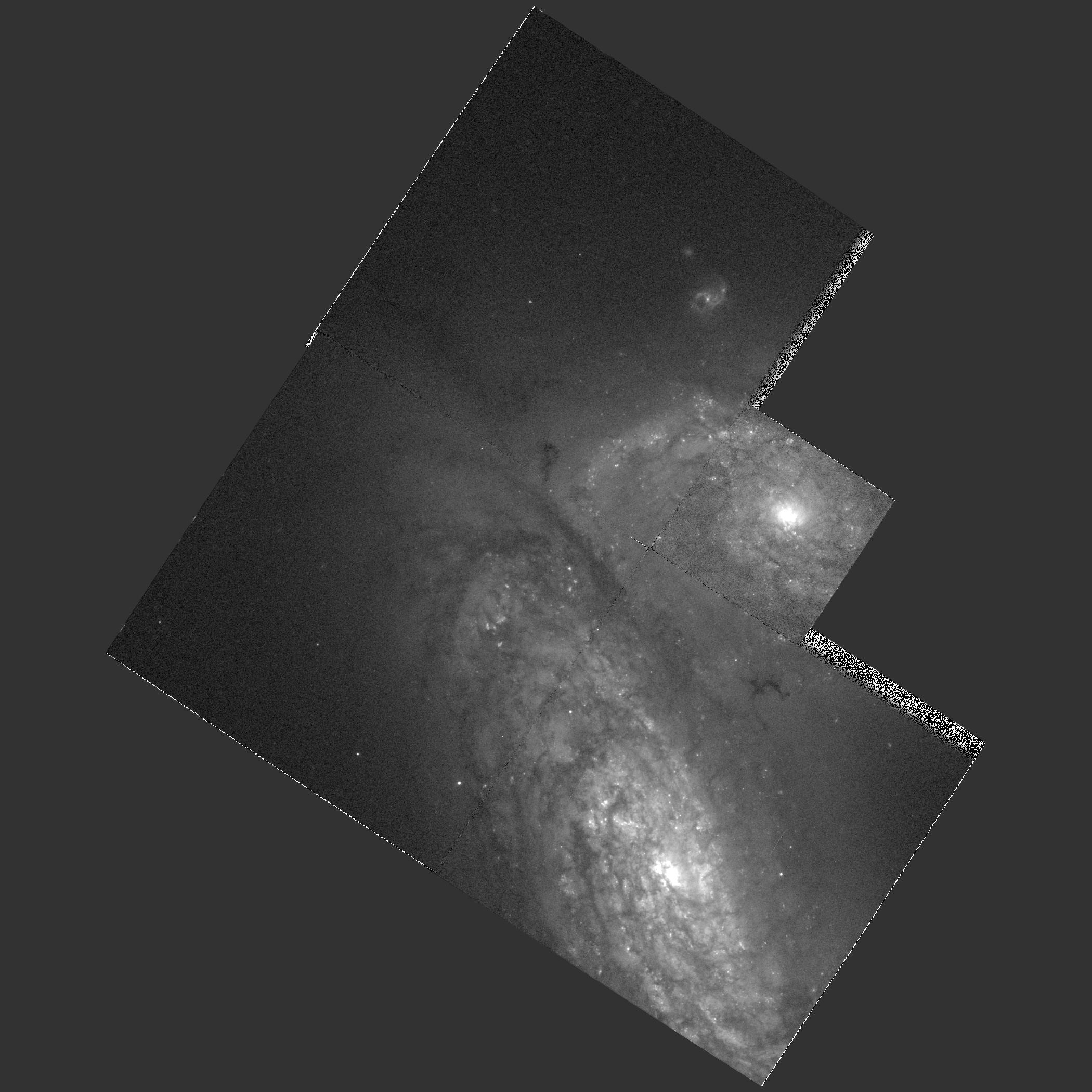
NGC 4567 et NGC 4568 par le télescope spatial Hubble.

Les preuves d'une réelle collision entre ces deux galaxies ont commencé à s'accumuler au début des années 2010 grâce à des études réalisées dans le domaine des ondes radio. En 2010, une étude de contenu en gaz des deux galaxies réalisée avec le radiotélescope de l'observatoire radio de Nobeyama au Japon a révélé que la distribution du monoxyde de carbone (CO) et de l'hydrogène neutre était plus grande dans la région de superposition des deux galaxies, suggérant ainsi une réelle collision. Une autre étude publiée en 2013 réalisée avec le même radiotélescope et portant sur la distribution des gaz moléculaires a confirmé ces résultats.
Finalement, on a découvert en étudiant la paire de galaxies avec le réseau de radiotélescopes ALMA le front de collision moléculaire du CO des deux galaxies. La longue structure filamentaire du front de collision s'étend sur une distance d'environ 1 800 pc (∼5 870 al) et sa largeur est d'environ 350 pc (∼1 140 al). Les deux galaxies sont donc en collision et au début d'un processus de fusion et elles formeront une seule galaxie dans un avenir lointain.

## Groupe de M88, de M60 et l'amas de la Vierge
Selon A.M. Garcia, NGC 4567 et NGC 4568 font partie du groupe de M88 (NGC 4501). Ce groupe de galaxies comprend au moins 44 membres, dont 17 apparaissent au New General Catalogue et 18 à l'Index Catalogue.
D'autre part, la plupart des galaxies du New General Catalogue, dont NGC 4567 et NGC 4568, et seulement trois de l'Index Catalogue du groupe de M88 apparaissent  dans une liste de 227 galaxies d'un article publié par Abraham Mahtessian en 1998. Cette liste comporte plus de 200 galaxies du New General Catalogue et une quinzaine de galaxies de l'Index Catalogue. On retrouve dans cette liste 11 galaxies du Catalogue de Messier, soit M49, M58, M60, M61, M84, M85, M87, M88, M91, M99 et M100.
Toutes les galaxies de la liste de Mahtessian ne constituent pas réellement un groupe de galaxies. Ce sont plutôt plusieurs groupes de galaxies qui font tous partie d'un amas galactique, l'amas de la Vierge. Pour éviter la confusion avec l'amas de la Vierge, on peut donner le nom de groupe de M60 à cet ensemble de galaxies, car c'est l'une des plus brillantes de la liste. L'amas de la Vierge est en effet beaucoup plus vaste et compterait environ 1300 galaxies, et possiblement plus de 2000, situées au cœur du superamas de la Vierge, dont fait partie le Groupe local,.
De nombreuses galaxies de la liste de Mahtessian se retrouvent dans onze groupes décrits dans l'article d'A.M. Garcia, soit le groupe de NGC 4123 (7 galaxies), le groupe de NGC 4261 (13 galaxies), le groupe de NGC 4235 (29 galaxies), le groupe de M88 (13 galaxies, M88 = NGC 4501), le groupe de NGC 4461 (9 galaxies), le groupe de M61 (32 galaxies, M61 = NGC 4303), le groupe de NGC 4442 (13 galaxies), le groupe de M87 (96 galaxies, M87 = NGC 4486), le groupe de M49 (127 galaxies, M49 = NGC 4472), le groupe de NGC 4535 (14 galaxies) et le groupe de NGC 4753 (15 galaxies). Ces onze groupes font partie de l'amas de la Vierge et ils renferment 396 galaxies. Certaines galaxies de la liste de Mahtessian ne figurent cependant dans aucun des groupes de Garcia et vice versa.

## Galerie

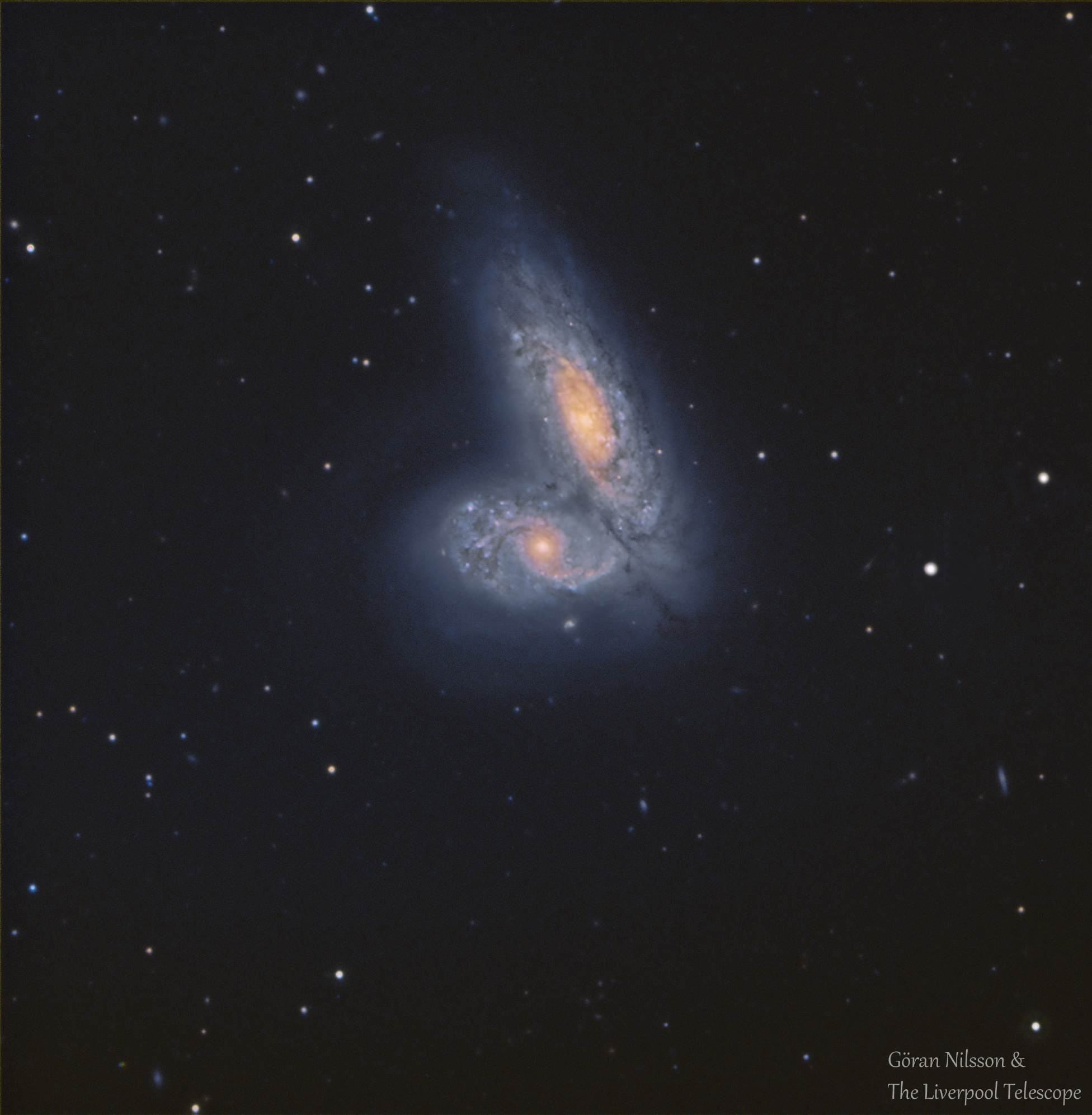
NGC 4567 et NGC 4568 par le télescope Liverpool de l'observatoire du Roque de los Muchachos.
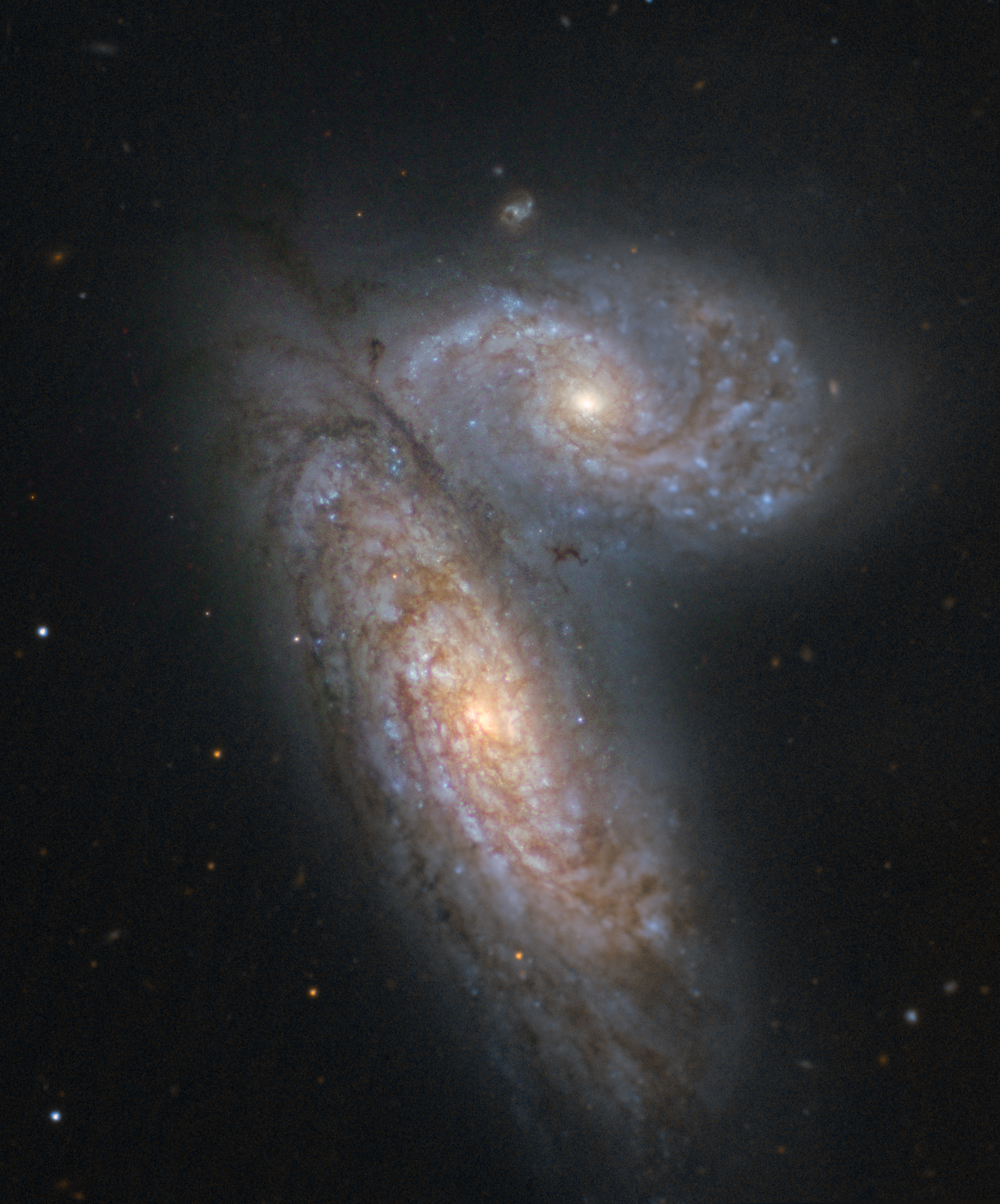
Judy Schmidt[19] a produit cette image des Jumelles siamoises en utilisant les données captées par le télescope spatial Hubble.